# Superpuchar Holandii w piłce siatkowej mężczyzn
Superpuchar Holandii w piłce siatkowej mężczyzn – cykliczne rozgrywki w piłce siatkowej organizowane corocznie przez Holenderski Związek Piłki Siatkowej (Nederlandse Volleybalbond), w których rywalizują ze sobą mistrz i zdobywca Pucharu Holandii.
Rozgrywki o siatkarski Superpuchar Holandii po raz pierwszy rozegrane zostały w 1992 roku. Pierwszym zwycięzcą tych rozgrywek został klub Autodrop VCG Geldrop.
Najwięcj razy (dziesięciokrotnie) Superpuchar Holandii zdobywał klub Dynamo Apeldoorn.

## Historia
Pierwszy mecz o Superpuchar Holandii odbył się 19 września 1992 roku w TDK-hal w Bredzie. Organizatorem tych rozgrywek było stowarzyszenie klubów grających w Eredivisie – Vereniging Top Volleybal (VTV), a głównym sponsorem – Westermeijer. W spotkaniu wzięły udział dwa kluby: mistrz Holandii w sezonie 1991/1992 – Rentokil ZVH i zdobywca Pucharu Holandii w tym sezonie – Autodrop VCG Geldrop. Superpuchar zdobyła drużyna Autodrop VCG Geldrop, pokonując Rentokil ZVH w pięciu setach. Wydarzenie zostało zorganizowane z pominięciem Holenderskiego Związku Piłki Siatkowej (Nederlandse Volleybalbond, Nevobo), a samo przygotowanie poddane zostało krytyce. Wśród zarzutów podnoszono m.in. kwestię braku osoby odpowiedzialnej za obsługę elektronicznej tablicy z wynikiem, do czego ostatecznie zaangażowano dzieci obecne na hali.

## Triumfatorzy
| Edycja | Data       | Miejsce spotkania                        | 1. miejsce                                                      | 2. miejsce                                                      | Wynik spotkania                         |
| ------ | ---------- | ---------------------------------------- | --------------------------------------------------------------- | --------------------------------------------------------------- | --------------------------------------- |
| 1      | 19.09.1992 | TDK-hal, Breda                           | Autodrop VCG Geldrop (Zdobywca Pucharu Holandii)                | Rentokil ZVH (Mistrz Holandii)                                  | 3:2 (4:15, 15:3, 16:14, 11:15, 19:17)   |
| 2      | 9.10.1993  | Delta Lloyd Sportcentrum, Amstelveen     | Piet Zoomers/D Apeldoorn (Mistrz i zdobywca Pucharu Holandii)   | Rentokil ZVH (Finalista Pucharu Holandii)                       | 3:0 (15:8, 15:9, 15:8)                  |
| 3      | 26.11.1994 | Delta Lloyd Sportcentrum, Amstelveen     | Rentokil ZVH (Finalista Pucharu Holandii)                       | Piet Zoomers/D Apeldoorn (Mistrz i zdobywca Pucharu Holandii)   | 3:0 (15:8, 15:12, 15:12)                |
| 4      | 14.10.1995 | Sporthallen Zuid, Amsterdam              | Piet Zoomers/D Apeldoorn (Mistrz Holandii)                      | Alcom Capelle (Zdobywca Pucharu Holandii)                       | 3:1 (17:15, 15:4, 12:15, 15:10)         |
| 5      | 9.10.1996  | Dordrecht                                | Piet Zoomers/D Apeldoorn (Mistrz i zdobywca Pucharu Holandii)   | Alcom Capelle (Finalista Pucharu Holandii)                      | 3:0 (15:10, 15:7, 15:6)                 |
| 6      | 25.10.1997 |                                          | Remote IT Zwolle (Zdobywca Pucharu Holandii)                    | Piet Zoomers/D Apeldoorn (Mistrz Holandii)                      | 3:2 (15:12, 15:13, 9:15, 4:15, 15:12)   |
| 7      | 1.11.1998  |                                          | Remote IT Zwolle (Zdobywca Pucharu Holandii)                    | VC Nesselande (Mistrz Holandii)                                 | 3:1                                     |
| 8      | 1.10.1999  | Zwolle                                   | Remote IT Zwolle (Zdobywca Pucharu Holandii)                    | Piet Zoomers/D Apeldoorn (Mistrz Holandii)                      | 3:2 (25:23, 25:21, 27:29, 18:25, 15:8)  |
| 9      | 7.10.2000  | Dynamohal, Apeldoorn                     | Piet Zoomers/D Apeldoorn (Zdobywca Pucharu Holandii)            | Geové RZG/Vrevok Nieuwegein (Mistrz Holandii)                   | 3:1 (22:25, 25:20, 25:21, 26:24)        |
| 10     | 6.10.2001  | Nieuwegein                               | Piet Zoomers/D Apeldoorn (Mistrz Holandii)                      | Florie Vrevok Nieuwegein (Zdobywca Pucharu Holandii)            | 3:0 (25:21, 29:27, 26:24)               |
| 11     | 27.10.2002 | Sporthallen Zuid, Amsterdam              | VC Omniworld (Mistrz Holandii)                                  | Piet Zoomers/D Apeldoorn (Zdobywca Pucharu Holandii)            | 3:0 (25:21, 25:23, 25:20)               |
| 12     | 5.10.2003  | Hamalandhal, Lichtenvoorde               | VC Omniworld (Zdobywca Pucharu Holandii)                        | Piet Zoomers/D Apeldoorn (Mistrz Holandii)                      | 3:1 (23:25, 25:23, 27:25, 25:23)        |
| 13     | 3.10.2004  | Almere                                   | VC Omniworld (Zdobywca Pucharu Holandii)                        | ORTEC Nesselande (Mistrz Holandii)                              | 3:1 (22:25, 25:23, 25:21, 25:20)        |
| 14     | 2.10.2005  | Lichtenvoorde                            | ORTEC Rotterdam.Nesselande (Mistrz i zdobywca Pucharu Holandii) | VC Omniworld (Finalista Pucharu Holandii)                       | 3:1 (25:14, 23:25, 25:14, 25:19)        |
| 15     | 8.10.2006  | Sporthal Rozengaarde, Doetinchem         | D·O·C· STAP Orion Doetinchem (Finalista Pucharu Holandii)       | ORTEC Rotterdam.Nesselande (Mistrz i zdobywca Pucharu Holandii) | 3:1 (29:31, 25:21, 25:16, 25:23)        |
| 16     | 7.10.2007  | Sourcy Centrum, Zieuwent                 | Piet Zoomers/D Apeldoorn (Mistrz Holandii)                      | ORTEC Rotterdam.Nesselande (Zdobywca Pucharu Holandii)          | 3:2                                     |
| 17     | 28.09.2008 | Omnisport, Apeldoorn                     | Piet Zoomers/D Apeldoorn (Mistrz i zdobywca Pucharu Holandii)   | D·O·C· STAP Orion Doetinchem (Finalista Pucharu Holandii)       | 3:1                                     |
| 18     | 11.10.2009 | Omnisport, Apeldoorn                     | Zadkine Rotterdam.Nesselande (Mistrz Holandii)                  | Dynamo Apeldoorn (Zdobywca Pucharu Holandii)                    | 3:0 (25:16, 35:33, 25:20)               |
| 19     | 3.10.2010  | Omnisport, Apeldoorn                     | Draisma Dynamo Apeldoorn (Mistrz i zdobywca Pucharu Holandii)   | Landstede Volleybal/VCZ (Finalista Pucharu Holandii)            | 3:0 (25:16, 25:23, 25:16)               |
| 20     | 9.10.2011  | Landstede Sportcentrum, Zwolle           | Langhenkel Volley Doetinchem (Wicemistrz Holandii)              | Draisma Dynamo Apeldoorn (Zdobywca Pucharu Holandii)            | 3:0 (25:19, 25:21, 32:30)               |
| 21     | 7.10.2012  | Topsportcentrum, Rotterdam               | Landstede Volleybal/VCZ (Zdobywca Pucharu Holandii)             | Orion Volleybal Doetinchem (Mistrz Holandii)                    | 3:1 (25:17, 29:27, 24:26, 25:19)        |
| 22     | 13.10.2013 | Landstede Sportcentrum, Zwolle           | Landstede Volleybal/VCZ (Mistrz Holandii)                       | Orion Volleybal Doetinchem (Zdobywca Pucharu Holandii)          | 3:0 (25:22, 25:16, 25:21)               |
| 23     | 28.09.2014 | Sneker Sporthal, Sneek                   | Landstede Volleybal/VCZ (Mistrz i zdobywca Pucharu Holandii)    | Kootfin Taurus (Finalista Pucharu Holandii)                     | 3:0 (25:17, 25:17, 25:8)                |
| 24     | 11.10.2015 | SaZa Topsporthal Achterhoek, Doetinchem  | Abiant Lycurgus Groningen (Finalista Pucharu Holandii)          | Landstede Volleybal/VCZ (Mistrz i zdobywca Pucharu Holandii)    | 3:0 (25:16, 25:17, 25:19)               |
| 25     | 2.10.2016  | SaZa Topsporthal Achterhoek, Doetinchem  | Abiant Lycurgus Groningen (Mistrz i zdobywca Pucharu Holandii)  | Coníche Topvolleybal Zwolle (Finalista Pucharu Holandii)        | 3:0 (25:16, 25:13, 25:16)               |
| 26     | 1.10.2017  | Sportcentrum ROC Alfa-college, Groningen | Abiant Lycurgus Groningen (Mistrz Holandii)                     | Seesing Personeel Orion Doetinchem (Zdobywca Pucharu Holandii)  | 3:1 (25:20, 20:25, 25:20, 25:22)        |
| 27     | 29.09.2018 | Sportcentrum ROC Alfa-college, Groningen | Abiant Lycurgus Groningen (Mistrz Holandii)                     | SV Land Taurus (Zdobywca Pucharu Holandii)                      | 3:0 (25:19, 27:25, 25:20)               |
| 28     | 6.10.2019  | Sporthal Rozengaarde, Doetinchem         | Active Living Orion Doetinchem (Mistrz Holandii)                | Draisma Dynamo Apeldoorn (Zdobywca Pucharu Holandii)            | 3:2 (23:25, 25:18, 23:25, 26:24, 15:13) |
| 29     | 4.10.2020  | Van der Knaaphal, Ede                    | Amysoft Lycurgus Groningen                                      | Active Living Orion Doetinchem                                  | 3:1 (25:19, 25:23, 23:25, 25:21)        |
| 30     | 26.09.2021 | Omnisport, Apeldoorn                     | Draisma Dynamo Apeldoorn (Mistrz Holandii)                      | Amysoft Lycurgus Groningen (Zdobywca Pucharu Holandii)          | 3:0 (25:17, 25:19, 25:23)               |
| 31     | 17.12.2022 | Omnisport, Apeldoorn                     | Samen. Lycurgus Groningen (Zdobywca Pucharu Holandii)           | Draisma Dynamo Apeldoorn (Mistrz Holandii)                      | 3:2 (27:29, 25:21, 25:19, 18:25, 15:10) |
| 32     | 15.10.2023 | Omnisport, Apeldoorn                     | Draisma Dynamo Apeldoorn (Mistrz Holandii)                      | Samen. Lycurgus Groningen (Zdobywca Pucharu Holandii)           | 3:2 (25:20, 25:23, 21:25, 24:26, 15:9)  |
| 33     | 15.09.2024 | SaZa Topsporthal, Doetinchem             | Orion Stars Doetinchem (Mistrz i zdobywca Pucharu Holandii)     | Numidia VC Limax (Finalista Pucharu Holandii)                   | 3:2 (25:27, 25:21, 25:19, 20:25, 15:11) |

## Bilans klubów
| Klub                       | 1. miejsce | 2. miejsce |
| -------------------------- | ---------- | ---------- |
| Dynamo Apeldoorn           | 10         | 9          |
| VC Zwolle                  | 6          | 3          |
| Lycurgus                   | 6          | 2          |
| Orion Volleybal Doetinchem | 4          | 5          |
| VC Nesselande              | 3          | 6          |
| VC Omniworld               | 3          | 1          |
| VCG Geldrop                | 1          | 0          |
| Capelle                    | 0          | 2          |
| Vrevok Nieuwegein          | 0          | 2          |
| Taurus                     | 0          | 2          |
| Numidia VC Limax           | 0          | 1          |